# Liste der Naturschutzgebiete in Kaiserslautern
Auf dem Gebiet der rheinland-pfälzischen Stadt Kaiserslautern gibt es vier Naturschutzgebiete, drei davon erstrecken sich auch auf das Gebiet des Landkreises Kaiserslautern.
| Name                                                       | Bild | Kennung             | Kreis                                    | Einzelheiten | Position | Fläche Hektar | Datum |
| ---------------------------------------------------------- | ---- | ------------------- | ---------------------------------------- | --- | -------- | ------------- | ----- |
| Vogelwoog-Schmalzwoog                                      |      | 312188 WDPA: 166087 | Kaiserslautern                           | Kaiserslautern Hammerbachtal mit dem Vogelwoog und angrenzenden Wiesen und Wäldern mit Fließ- und Stillgewässern, Röhrichten und Seggenrieden, Flach-, Zwischen- und Hochmooren, Feucht- und Naßwiesen, Wiesenbrachen, Sandrasen, Borstgrasrasen und Zwergstrauchheiden, Moorheiden, Bruchwäldern sowie Gebüsch- und Saumbiotopen                                                                                     | ⊙        | 21,24         | 1996  |
| Naturschutzgebiet Täler und Verlandungszone am Gelterswoog | BW   | 312195 WDPA: 165817 | Kaiserslautern, Landkreis Kaiserslautern | Hohenecken, Queidersbach, Bann Quellbäche und Gräben, Tümpel, Weiher, Teiche und Verlandungszonen, Zwischenmoore und Silikat-Kleinseggenrieder, Großseggenrieder, strukturreiche Nass- und Feuchtwiesen, Einzelgebüsche, Magerrasen, Erlensumpf- und Erlenbruchwälder und Bruchgebüsche, Birken-Bruchwälder und Moorgebüsche, Erlenquellbachwälder und naturnahe Buchenwälder, etwa 23 ha in der Stadt Kaiserslautern | ⊙        | 55,39         | 1997  |
| Aschbachtal-Jagdhausweiher                                 |      | 335141 WDPA: 162248 | Landkreis Kaiserslautern, Kaiserslautern | Kaiserslautern, Hohenecken, Stelzenberg Jagdhausweiher, das ihn umgebende Aschbachtal sowie das untere Rambachtal; Flach-, Zwischen- und Hochmoore, Fließ- und Stillgewässer, Röhrichte und Seggenriede | ⊙        | 19,49         | 1990  |
| Östliche Pfälzer Moorniederung                             | BW   | 335202 WDPA: 318925 | Landkreis Kaiserslautern, Kaiserslautern | Kaiserslautern, Kindsbach, Ramstein-Miesenbach, Landstuhl, Hauptstuhl, Weilerbach Zusammenhängender Feuchtlebensraum mit Mooren, extensivem Grünland, naturnahen Wäldern und Gewässern. | ⊙        | 1.386,81      | 1999  |
| Legende für Naturschutzgebiet                              |      |                     |                                          | |          |               |       |